# Gemma Fargas Ribas
Gemma Fargas Ribas   (Manresa, 1973) és una química catalana, professora i investigadora de la Universitat Politècnica de Catalunya (UPC) i directora del Centre de Cooperació per al Desenvolupament de la mateixa universitat.
És doctora en Ciència i Enginyeria dels Materials per la UPC i llicenciada en Química per la Universitat de Barcelona. Dirigeix el Centre de Cooperació per al Desenvolupament de la UPC, i és professora agregada del Departament de Ciència dels Materials i Enginyeria Metal·lúrgica del Campus Diagonal-Besòs i investigadora al centre CIEFMA-UPC i al Centre de Recerca en Ciència i Enginyeria Multiescala.
Des de l‘any 2017 fins al febrer de 2019 fou sotsdirectora de Mobilitat, Empresa i Promoció de l'Escola d’Enginyeria de Barcelona Est (EEBE) i, anteriorment, durant el període 2015-2017, sotsdirectora de Recerca, Empresa, Transferència i Mobilitat a l’anterior Escola Universitària d’Enginyeria Tècnica Industrial de Barcelona (EUETIB, actualment EEBE). Posteriorment l'any 2021 va ser nomenada vicerectora de Responsabilitat Social i Igualtat de la UPC per a treballar dins la universitat els objectius de desenvolupament sostenible i també per atraure el talent femení i promoure l'augment de noies que cursin estudis STEAM ja que és una de les prioritats que s'ha marcat la UPC com a universitat igualitària.